# Cantó de Darnétal
El cantó de Darnétal és un cantó francès del departament del Sena Marítim, situat al districte de Rouen. Té 19 municipis i el cap és Darnétal.

## Municipis
- Auzouville-sur-Ry
- Bois-d'Ennebourg
- Bois-l'Évêque
- Darnétal
- Elbeuf-sur-Andelle
- Fontaine-sous-Préaux
- Grainville-sur-Ry
- Le Héron
- Martainville-Épreville
- Préaux
- Roncherolles-sur-le-Vivier
- Ry
- Saint-Aubin-Épinay
- Saint-Denis-le-Thiboult
- Saint-Jacques-sur-Darnétal
- Saint-Léger-du-Bourg-Denis
- Saint-Martin-du-Vivier
- Servaville-Salmonville
- La Vieux-Rue

## Història
| Data d'elecció                           | Identitat                | Partit                       | Qualitat |
| ---------------------------------------- | ------------------------ | ---------------------------- | -------- |
| 1945-1949                                | Henri Savale             | radical                      |          |
| 1949-1955                                | François Codet           | RPF, després RS              |          |
| 1955-1961                                | M. Levillain             | Divers droite, després UNR   |          |
| 1961-1971                                | Henri Savale             | Divers gauche, després FGDS  |          |
| 1971-1985                                | Pierre Damamme           | radical, després UDF-radical |          |
| 1985-1998                                | Geneviève Preterre       | UDF                          |          |
| 1998-2011                                | Nicolle Rimasson         | PS                           |          |
| 2011-                                    | Jacques-Antoine Philippe | PS                           |          |
| les dades anteriors no són pas conegudes |                          |                              |          |
|                                          |                          |                              |          |

## Demografia
| A partir de 1990: Població sense dobles comptes |